# Андрій (галицький боярин)
Андрій (помер 1255) — боярин і двірський князя та згодом короля Данила Галицького.
У 1225 році Андрій поїхав до Польщі як посол князя Данила. У 1227 році під час походу Данила Галицького на Ярослава Інгваровича вів передовий полк, взяв у облогу місто Луцьк та захопив його.
У 1241 році був відісланий до Перемишля боротися проти Костянтина Васильовича та місцевого єпископа. Дізнавшись про прихід Данилових військ, Костянтин втік з міста, а боярин Андрій пограбував єпископа та взяв у полон співця Митусу, а після цього повернувся до князя Данила.
У 1243 році Андрій пішов з військом на Польщу та розорив область по річці Сян. Після повернення боярин разом з Яковом Марковичем та княжичем Левом Даниловичем пішов відвойовувати Перемишль від князя Ростислава Михайловича, який боровся за владу в Галицькому князівстві проти Данила. Проте військо зазнало поразки у битві на річці Сечниці.
У 1245 році князь Данило з братом Васильком пішов захищати місто Ярослав, яке взяв у облогу Ростислав Михайлович, підкріплений військом поляків та угорців. 17 серпня відбулася битва під Ярославом, у якій боярин та двірський Андрій виступив як керівник однієї з частин війська. В результаті Ростислав Михайлович зазнав поразки.
У 1248 році Андрій брав участь у польському поході, проте тоді він захворів і під час битви «копие упусти и замало не убиен бысть». У 1253 році Андрій воював з князем Левом у Силезії, а наступного року з ним же пішов у похід на Бакоту, яку захопив татарин Мілей. Мілея вдалося взяти в полон. Проте сили монголів, що підходили на місто, змусили княжича відступити, а боярин Андрій потрапив у руки татар і «убиен бысть и сердце его вырезаша».